# Hagshults socken
Hagshult socken i Småland ingick i Östbo härad (före 1876 också en del i Västra härad) i Finnveden, ingår sedan 1971 i Vaggeryds kommun i Jönköpings län och motsvarar från 2016 Hagshults distrikt.
Socknens areal är 70,02 kvadratkilometer, varav land 67,29. År 2000 fanns här 333 invånare. Sockenkyrkan Hagshults kyrka ligger i socknen. 

## Administrativ historik
Hagshults socken har medeltida ursprung.
Före 1876 hörde 1 mantal Jernboda till Svenarums jordebokssocken i Västra härad.
Vid kommunreformen 1862 övergick socknens ansvar för de kyrkliga frågorna till Hagshults församling församling och för de borgerliga frågorna till Hagshults landskommun.  Landskommunen inkorporerades 1952 i Klevshults landskommun som 1971 uppgick i Vaggeryds kommun. Församlingen uppgick 2014 i Skillingaryds församling.
1 januari 2016 inrättades distriktet Hagshult, med samma omfattning som församlingen hade 1999/2000.  
Socknen har tillhört samma fögderier och domsagor som Östbo härad. De indelta soldaterna tillhörde Jönköpings regemente, Mo härads kompani och Smålands grenadjärkår, Jönköpings kompani.

## Geografi
Hagshults socken ligger mellan Lagan och dess biflöde Härån. Endast byarna Järnboda och Jönshult ligger öster om Härån. Socknen är utanför ådalarnas odlingsmark av mossrik skogsbygd och sandmoar.
Socknen består av ett antal gårdar: Björkefors, Boda, Fagerhult, Gräshult, Hagshult, Järnboda, Jönshult, Kushult, Målen, Mörkhult, Packebo, Rösberga, Starkeryd, Torp, Torrmyra och Väshult.
Tidigare fanns intill kyrkan en skola, byggd i slutet av 1930-talet, men numera nedlagd.
I socknen finns ett missionshus, och i närheten hölls det från 1932 till mitten av 2000-talet en frikyrklig, årlig konferens, Hagshultskonferensen.

## Fornlämningar
En hällkista och några boplatser från stenåldern, några gravrösen från bronsåldern samt tre järnåldersgravfält med domarringar finns här.

## Namnet
Namnet (1259 Hgsiohylta), taget från kyrkbyn, innehåller som förled ett tidigare namn på Hagsjön och efterledet hult, skogsdunge.

### Fotnoter
1. 1 2 3  Svensk Uppslagsbok andra upplagan 1947–1955: Hagshult socken
2. 1 2  Harlén, Hans; Harlén Eivy (2003). Sverige från A till Ö: geografisk-historisk uppslagsbok. Stockholm: Kommentus. Libris 9337075. ISBN 91-7345-139-8
3. ↑  ”Församlingar”. Statistiska centralbyrån. https://www.scb.se/hitta-statistik/regional-statistik-och-kartor/regionala-indelningar/forsamlingar/. Läst 30 december 2022.
4. ↑  Administrativ historik för Hagshult socken (Klicka på församlingsposten). Källa: Nationella arkivdatabasen, Riksarkivet.
5. ↑  Indelta soldater, torp och rotar i Jönköpings län Arkiverad 24 januari 2012 hämtat från the Wayback Machine. Jönköpingsbygdens Genealogiska Förening
6. 1 2  Sjögren, Otto (1931). Sverige geografisk beskrivning del 2 Östergötlands, Jönköpings, Kronobergs, Kalmar och Gotlands län. Stockholm: Wahlström & Widstrand. Libris 9939
7. 1 2 3  Nationalencyklopedin
8. ↑  Fornlämningar, Statens historiska museum: Hagshults socken
9. ↑  Fornminnesregistret, Riksantikvarieämbetet: Hagshults socken Fornminnen i socknen erhålls på kartan genom att skriva in sockennamn (utan "socken") i "Ange geografiskt område"